# Lomnice (řeka)

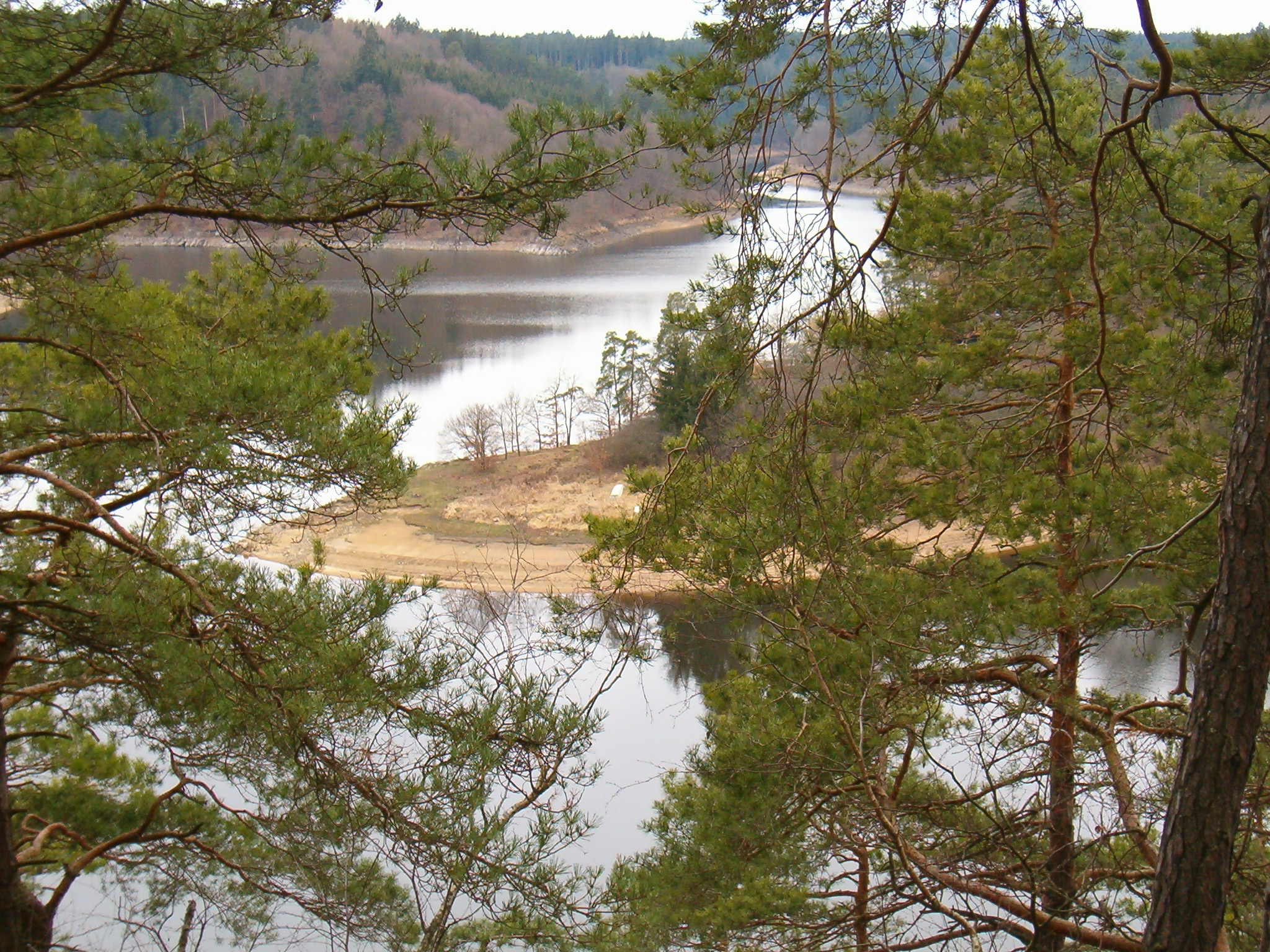
Soutok Lomnice s Otavou

Lomnice (německy Lamitz) je řeka tekoucí převážně v Jihočeském kraji, levostranný přítok Otavy. Její délka činí 59,3 km, plocha povodí měří 830,7 km².

## Název
Úsek od pramene po Tchořovice označují státní mapová díla též alternativním názvem Smolivecký potok, úsek od Tchořovic po Blatnou též alternativním názvem Jesec, úsek pod Blatnou je značen již jen názvem Lomnice. Mapy.cz používají až po Blatnou název „Smolivecký p. (Lomnice)“,  od soutoku se Závišínským potokem pak jen Lomnice. Mapa druhého vojenského mapování ji poprvé označuje názvem pod Mladým Smolivcem, a to jako Lomnitz B., nad osadou/mlýnem U Barocha ji označuje názvem Stawadla B. a pod ní Baroch B., pod Tchořovicemi se objevuje název Jesecký potok (Jesec B.), úsek pod Hajanským rybníkem je označen jako Hajanský potok (Hajaner B.), úsek od Blatné je nazván Úslava (Uslawa B.), až zhruba od Mirče používá mapa opakovaně název Lomitz B. (chybí písmeno „n“ oproti názvu Lomnitz B. na horním toku) a úsek pod soutokem se Skalicí označuje jako Skalici (Skalitz B.), tedy v celém toku je značena jako potok, nikoliv řeka. 

## Průběh toku
Řeka Lomnice pramení v Brdech jako Smolivecký potok. Nejprve směřuje jižním až jihovýchodním směrem, protéká obcemi Mladý Smolivec a Lnáře. Pod obcí Tchořovice se její tok pod názvem Jesec obrací na východ a po zhruba 5 kilometrech tímto směrem protéká Blatnou, kde se v zámeckém parku ve vzdutí Zámeckého rybníka stéká se Závišínským potokem. Pod Blatnou již tok označován pouze názvem Lomnice. Protéká Miroticemi a Ostrovcem a nakonec ústí do Otavy v Orlické přehradě (posledních asi 5 km řeky již zasahuje její vzdutí).

## Vodní sporty
Lomnice je využívána vodáky na středním a dolním toku. Z Blatné do Mirotic se jedná o nížinou říčku s mnoha meandry, která bývá sjízdná vždy na jaře a také po delších deštích. Z Mirotic do Ostrovce se její spád zvyšuje a koryto narovnává. Z Ostrovce k soutoku se Skalicí se pádluje kontinuálními peřejemi mezi kameny a skálami. Tento poslední úsek vyžaduje mnoho vody po přívalových deštích, rychlém tání sněhu nebo vypouštěné z velkých rybníků.  

### Větší přítoky
- levé
  - Závišínský potok (délka 21,9 km)
  - Kostratecký potok (délka 16,9 km)
  - Skalice (délka 52,3 km)
- pravé
  - Hradišťský potok (délka 11,1 km)
  - Mračovský potok (délka 14,4 km)
  - Jesenický potok (délka 16,1 km)

## Vodní režim
Průměrný průtok Lomnice u ústí činí 3,28 m³/s.
Hlásné profily:
| místo          | říční km | plocha povodí | průměrný průtok (Qa) | stoletá voda (Q100) |
| -------------- | -------- | ------------- | -------------------- | ------------------- |
| Blatná         | 30,90    | 211,73 km²    | 0,98 m³/s            | 116 m³/s            |
| Dolní Ostrovec | 7,10     | 391,35 km²    | 1,67 m³/s            | 180 m³/s            |

## Mlýny
- Podškolský mlýn – Blatná, okres Strakonice (zanikl)

## Historie
V 16. století (1558) byla řeka nazývána Buzicžka.